# Saskatchewan Highway 910
Highway 910 je silnice v kanadské provincii Saskatchewanu. Vede od silnice Highway 165 až do místa, kde se změní na přístupovou cestu k rekreační oblasti Besnard Lake Provincial Recreation Site. Je asi 34 km (21 mil) dlouhá.
Highway 910 je také propojena se silnicí Highway 935.